# Сальников, Юрий Григорьевич
Юрий Григорьевич Сальников (6 июня 1950, Товуз, Азербайджанская ССР, СССР) — советский спортсмен-конник. Заслуженный мастер спорта СССР (1980).

## Биография
Родился в 1950 году в городе Товуз Азербайджанской ССР в семье военнослужащего.
В 1965 году начал заниматься конным спортом в Минске, куда переехали родители. В 1967 году родители перебрались в Ростов-на-Дону, где Юрий продолжал заниматься конным спортом в конно-спортивной школе ДСО «Урожай» у заслуженного тренера России В. В. Анохина, впоследствии его тренировали заслуженный тренер СССР А. Жагоров и заслуженный тренер СССР П. С. Деев.
В 1969—1971 годах служил в армии.
В 1972 году Юрий выполнил норматив мастера спорта СССР.
В чемпионатах страны начал участвовать с 1973 года, в сборную СССР по троеборью входил с 1973 по 1985 год.
Выступал на различных соревнованиях — чемпионатах России, СССР, участвовал в международных соревнованиях — Кубке Европы и других. Неоднократно становился чемпионом СССР (1973, 1976, 1978, 1981), был серебряным призёром в командном чемпионате Европы в 1973 году. Неоднократный призёр всесоюзных соревнований по троеборью. Участвовал в XXI Олимпийских играх в Монреале, где завоевал пятое место в командном первенстве и восьмое — в личном.
В 1980 году на XXII Олимпийских играх в Москве Юрию Сальникову удалось завоевать бронзовую медаль в личном первенстве и стать олимпийским чемпионом в командном первенстве.
В 1983 году окончил Московский областной институт физкультуры.
В 1984 году выступал в составе сборной команды СССР и участвовал в альтернативных соревнованиях «Дружба» в Польше, где стал серебряным призёром.
С 1985 года работал тренером в конно-спортивной школе ДСО «Урожай» (Ростов-на-Дону).
В период с 1986 по 1990 год работал старшим тренером по конному спорту Ростовской области. С 1991 года стал выступать на соревнованиях уже как российский спортсмен — участвовал в международных соревнованиях как в стране, так и за рубежом.
В 1993 году уехал на стажировку в Германию. По возвращении в 1994 году снова стал работать старшим тренером сборной Ростовской области. С 1993 года возглавляет ростовскую областную школу высшего спортивного мастерства современного пятиборья и конного спорта № 4.
С 2008 года — главный тренер конно-спортивного клуба «Лидер».
С 2023 года - главный тренер конно-спортивного клуба Horse Village.
Награждён орденом «Знак Почета» (1980), знаком ЦК ВЛКСМ «Спортивная доблесть» (1980), почётным знаком «За заслуги в развитии физической культуры и спорта» (2000).